# Funeral for a Fiend
Funeral for a Fiend, titulado Funeral para un enemigo en Hispanoamérica y Funeral por un enemigo en España, es un episodio perteneciente a la decimonovena temporada de la serie de televisión de dibujos animados Los Simpson, estrenado en Estados Unidos el 25 de noviembre de 2007 y en Hispanoamérica el 13 de julio de 2008. Fue escrito por Michael Price, dirigido por Rob Oliver, y las estrellas invitadas fueron Kelsey Grammer en su décima aparición como Sideshow Bob, además de David Hyde Pierce en su segunda aparición como Cecil Terwilliger. John Mahoney hace su primera participación como el Dr. Robert Terwilliger, Sr., el padre de Bob y Cecil. Keith Olbermann también es una de las estrellas invitadas, interpretándose a sí mismo. En este episodio, Bob Patiño busca vengarse de Bart fingiendo su muerte.

## Sinopsis

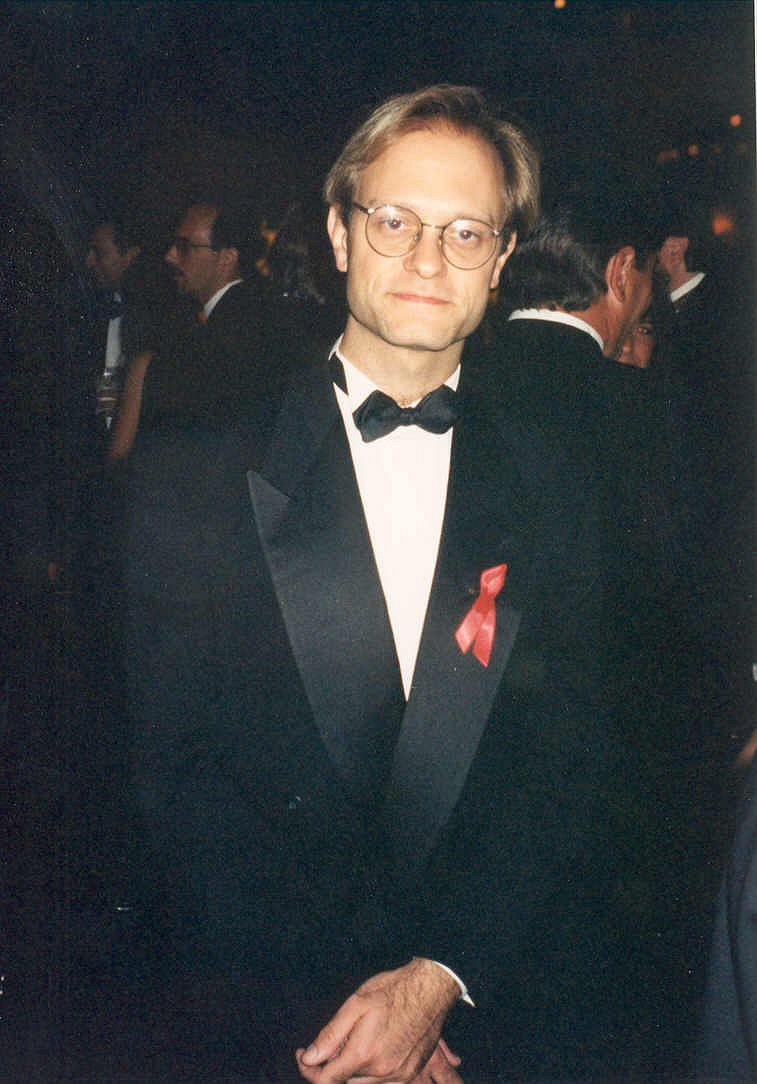
David Hyde Pierce vuelve al programa en el episodio, interpretando por segunda vez a Cecil Terwilliger, el hermano de Sideshow Bob.

Todo comienza cuando Homer va a un lugar llamado Circuit Circus para comprar baterías para una cámara de fotos, pero termina comprando un TiVo, ya que las baterías eran gratis con la compra de un TiVo. A la familia le agrada el nuevo aparato, ya que le permite ver televisión sin tener que soportar los comerciales, principalmente a Marge. Una noche, Marge sueña con Keith Olbermann, quien la acusa de ladrona al no mirar los anunciar pagados por los programas de TV y, luego, la convence de verlos. Uno de los comerciales anuncia un nuevo restaurante, cuyo dueño es un vaquero llamado Wes Doobner, y la familia al gustarle los alimentos que anuncia, convencida decide ir a cenar allí en el día de la inauguración.
Cuando llegan, ven que no hay ningún auto en el estacionamiento, encuentran el local vacío, sin sillas, ni mesas, ni parrilla, y al entrar, la puerta se cierra tras de ellos. En ese momento, el vaquero aparece y revela ser el Actor Secundario Bob. Bob planea matar a toda la familia Simpson, haciendo explotar una batería sobrecargada de laptop sobre dinamita. Mientras está preparando todo, Bob dice una cita de William Shakespeare, pero Lisa le dice que la frase no está bien dicha ya que en la obra el artista escribió otra cosa. Para despejar sus dudas, Bob busca al autor de la frase en su laptop (curiosamente, en Wikipedia), por lo que descuida su bomba y explota en sus manos. Bob es aprehendido y llevado a la cárcel.
En el juicio de Bob, su padre, el Dr. Robert Terwilliger Sr. es llamado a testificar. Este explica que Bob tiene un raro problema en el corazón, y, además, dice que padece una psicosis por culpa de Bart. Este discurso convence a Springfield de que Bart había vuelto malvado a Bob, por lo que todos se ponen en su contra, incluso Homer. Bart, sin embargo, trata de decirles a los habitantes del pueblo que Bob los estaba engañando. Bob, luego, aparece con un comprimido de nitroglicerina, el cual Bart toma y tira por la ventana, creyendo que era un explosivo para destruirlos a todos pero resulta que la nitroglicerina era el medicamento para el mal de Bob (según la madre de Bob) el cual, se desmaya sobre el suelo y cuando lo examinan es declarado muerto, señalando a Bart como el culpable.
En el funeral de Bob asiste toda su familia: su madre, Jane Judith, quien es una actriz famosa; su padre, el Dr. Robert Terwilliger Sr.; su hermano Cecil, quien había sido puesto en libertad por lo ocurrido; su esposa Francesca, quien ahora era viuda, y su hijo Gino. Además, mucha gente de Springfield había ido a presenciar el funeral. A Bart en un principio no le molesta lo ocurrido, pero luego siente un poco de culpa por la muerte de su enemigo, cuando ve que Krusty y todos los habitantes de Springfield estaban doloridos por lo sucedido mientras lo miran con odio. Luego de que Bart habla con Cecil, decide ir al funeral de Bob para hacer las paces con su cadáver antes de que este sea cremado; mientras habla con él, repentinamente Bob se levanta del ataúd, completamente vivo, y encierra a Bart en el cajón para que el niño sea incinerado en su lugar.
En la casa de los Simpson, Lisa se percata y descubre que todo había sido un elaborado plan de la familia de Bob, el plan del restaurante era solo parte del verdadero. Este al principio quería que lo mandaran a la cárcel, y en el juicio, sus familiares habían puesto a Bob en un estado de "muerto", con una inyección de drogas proporcionada por su padre. Los Simpson corren hacia el Crematorio de Springfield, y llegan justo a tiempo para salvar a Bart de ser quemado vivo por Bob. Sin embargo Bob y toda su familia al ver su plan fallar deciden darle un giro ya que ahora debían eliminar a toda la familia (en pocas palabras ahora era la familia Terwilliger contra la familia Simpson).
Finalmente la policía entra y neutraliza el evento dándole la ventaja a los Simpsons para salvar a Bart. Después de ser detenidos, Bob le pregunta a Lisa cómo había descubierto la verdad, y ella le explica que había comenzado a sospechar cuando la familia había pedido un ataúd de medidas especiales, para que pueda entrar en él los pies de Bob (ya que los pies de Bob son exageradamente grandes), lo cual no habría sido necesario si él hubiera estado en verdad muerto. Por lo que Bob y su familia son arrestados y llevados a la cárcel.
Al final del episodio, los Simpsons festejan de que Bob no haya podido matar a ninguno de ellos y lo hacen en compañía de un pastel enorme, de donde sale Bob y empieza a matar a los Simpsons, pero en realidad, esto era sólo una fantasía de él, ya que este se había vuelto loco. Y con toda su familia, se encontraban presos, todos en una misma celda donde Cecil, su padre y Gino estaban jugando póker mientras que Snake los aporrea a los tres.